# Orbiter (attraction)

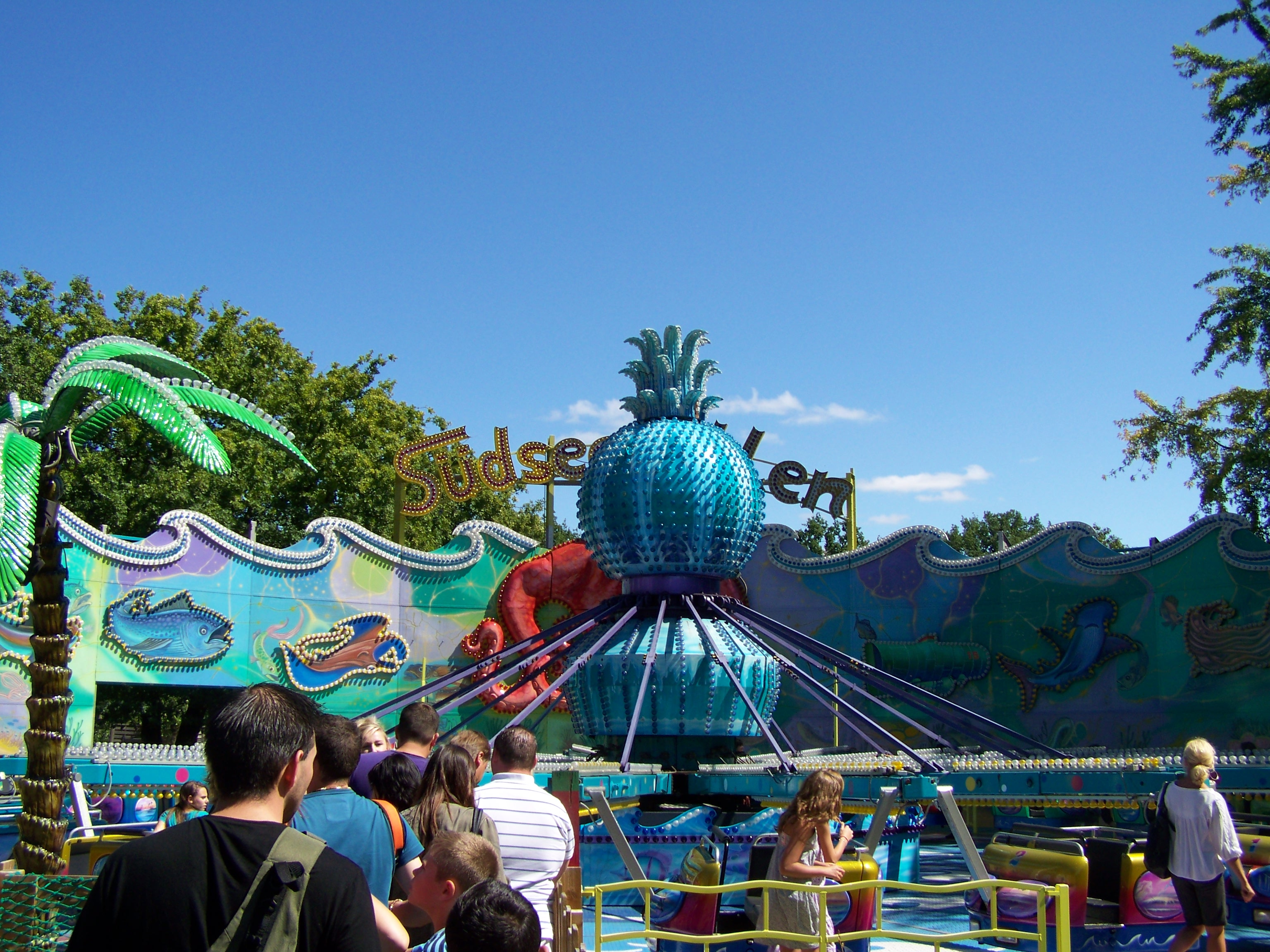
Un des deux Orbiter;
le Südseewellen à Walygator Parc.

Un Orbiter est un modèle de manège forain, créé est fabriqué par Schwarzkopf.
Il existe deux modèles encore en fonctionnement, un dans un parc et l'autre appartient à un forain.

## Attractions de ce type
- Südseewellen - Walygator Parc
- Maximum Speed - Deinert-Kracke

## Fiche technique
- 1 cabines - 20 places
- Capacité: env. 1 200 personnes par heure
- Puissance totale requise: env. Une puissance de 95 kW - Env. 45 kW d'éclairage
- Poids total pour une utilisation mobile: env. 60 tonnes
- Poids total pour le type stationnaire: env. 40 tonnes

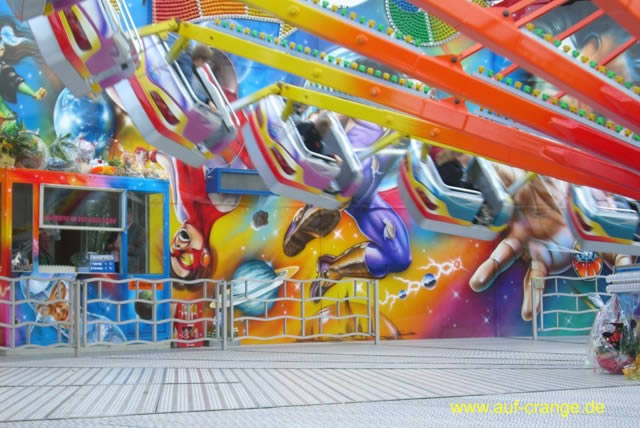
Maximum Speed de Deinert-Kracke